# Phuntsholing

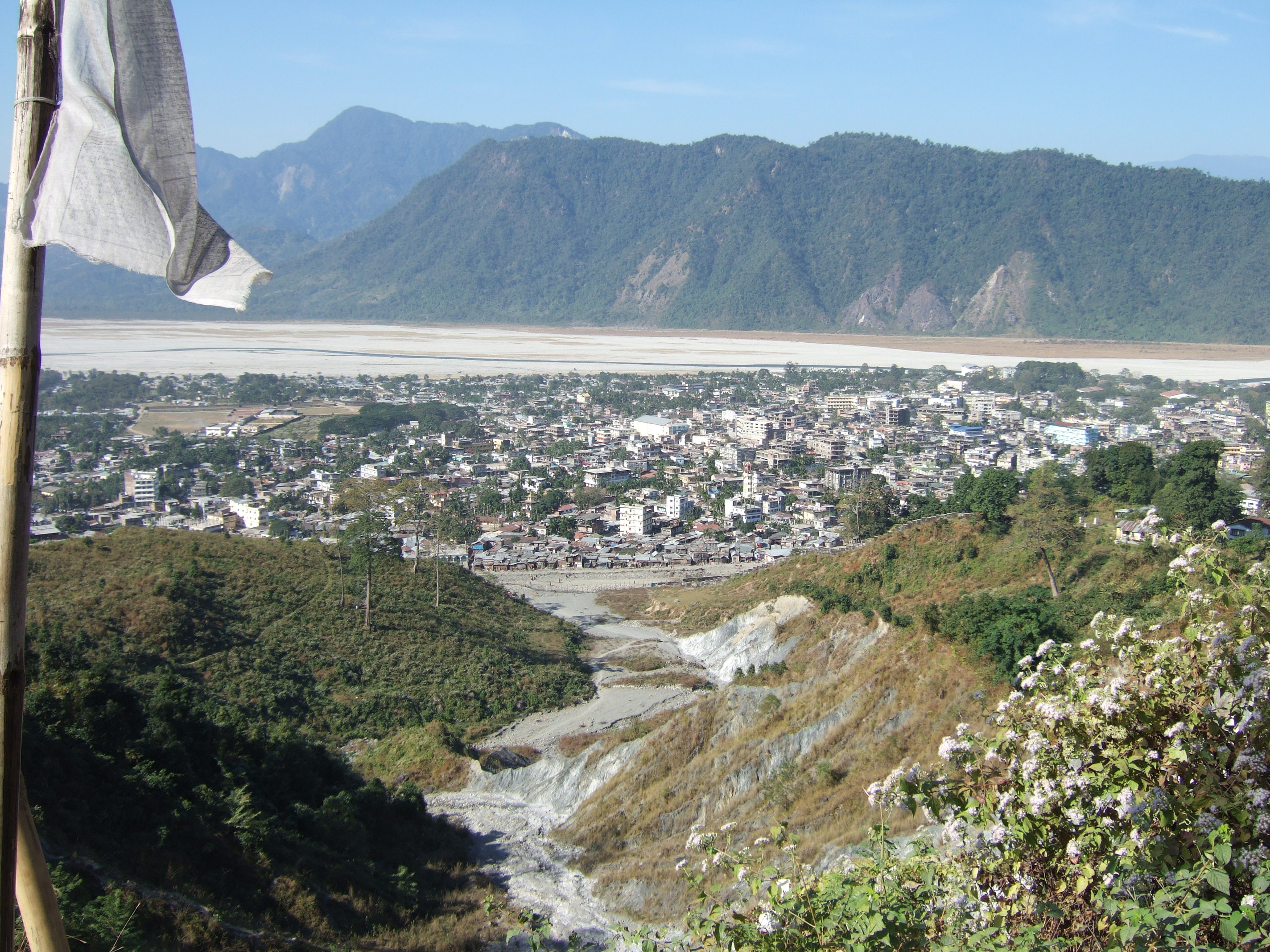
Vista de Phuntsholing

Phuntsholing o Phuentsholing (ཕུན་ཚོགས་གླིང་) es una ciudad fronteriza en el sur de Bután, y es la sede administrativa (thromde dzongkhag) del Distrito de Chukha. La ciudad ocupa partes de ambos Phuentsholing Gewog y Sampheling Gewog. Phuentsholing encuentra frente a la ciudad india de Jaigaon, y el comercio transfronterizo ha dado lugar a una economía local próspera. Por ejemplo, la ciudad es la sede central del Banco de Bután.
En 2005, Phuentsholing tenía una población de 20.537 habitantes.

## Accesos
Accesible solo por carretera, la ciudad está conectada al nodo mayor Indian Railways, PNC (New Jalpaiguri) que es la unión más grande e importante. Aparte de eso, también hay estaciones en HSA (Hasimara) y NOQ (Nueva Alipurduar) Jn, siendo el primero la estación de ferrocarril más cercana (a unos 18 km Phuntsholing). Desde las ciudades del norte de Bengala Occidental, uno tiene que tomar un autobús desde cualquiera de las terminales de autobuses locales a Phuentsholing. Los autobuses se ejecutan tanto por los viajes de la India y de los operadores del gobierno de Bután. Una vez en Phuntsholing, el Camino Lateral ofrece a los viajeros el acceso al resto de Bután.

## Características

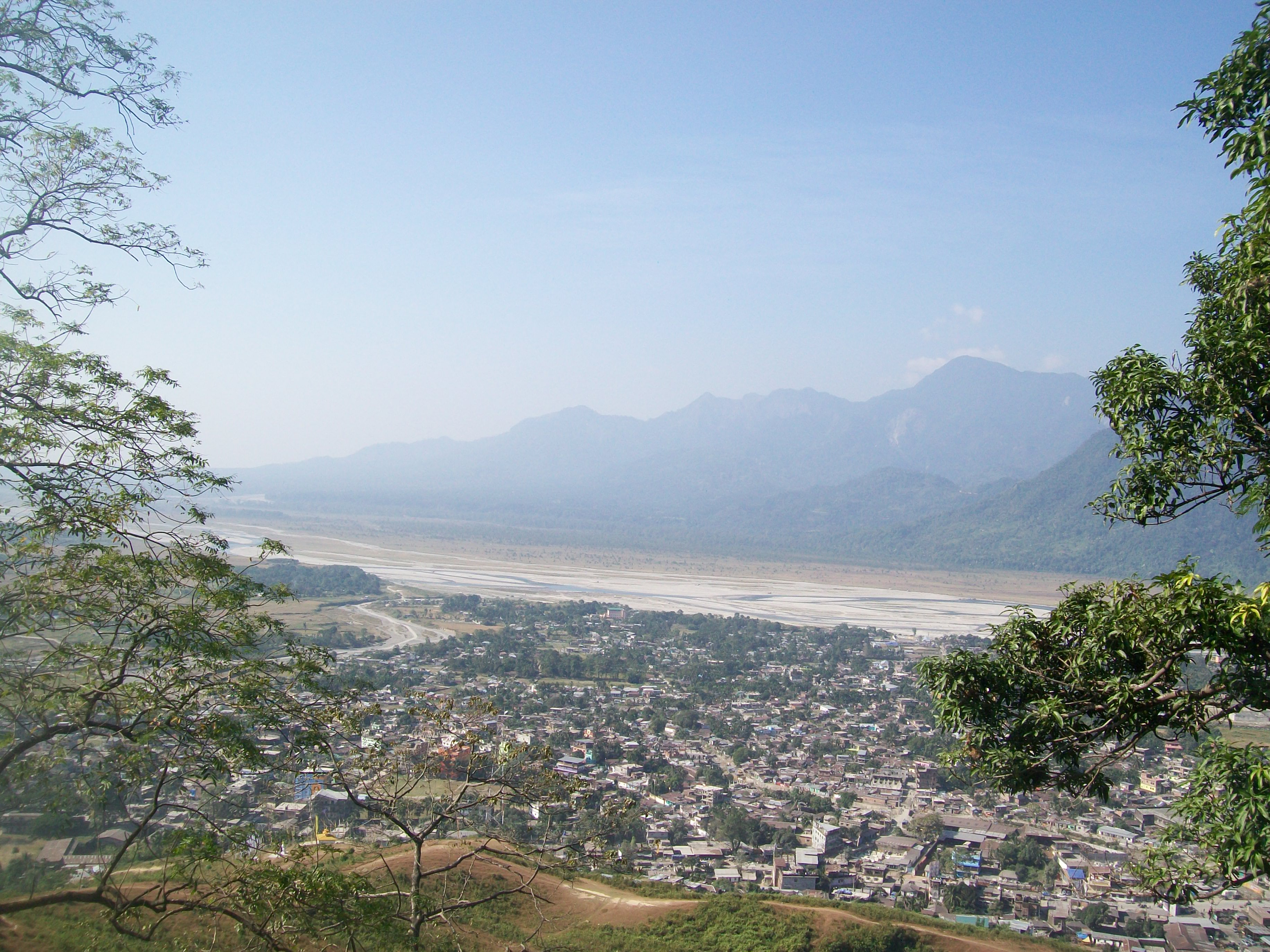
Phuntsholing

Hay un marcado contraste en la cultura a través de la frontera, que está separada por una pared larga con una sola puerta de Bután. Los lugareños a veces incluso pueden cruzar sin que les pidan los papeles, pero los visitantes sin un pasaporte indio necesitarán un visado presentado por un guía turístico registrado y contratado; incluso la propia tarjeta de identificación de conducir de la India será suficiente dentro de la ciudad de Phuntsholing, pero más allá se requieren los documentos antes mencionados. La puerta está abierta por los guardias del Ejército de Bután. El terreno se inclina poco después de la entrada.
La frontera separa claramente dos pueblos y culturas muy diferentes. Jaigaon es bulliciosa y ruidosa, similar a muchos otros centros de comercio Bengala Occidental, aunque con muchos compradores butaneses habituales. Phuntsholing es, singularmente, más urbano que otros pueblos de Bután, habiendo absorbido la cultura vecina pero sin abandonar la tranquilidad típica del país. Simplemente mirando una foto de satélite, Jaigaon está lleno de pequeños edificios mientras que Phuntsholing está dominado por construcciones más grandes colocados en hileras. Phuntsholing también alberga proyectos de vivienda de Bután para los refugiados nacionales.
Como la mayoría de los bienes comercializados entran en Bután, y ya que alberga el mercado indígena más accesible a este, Jaigaon es mucho más grande y recibe más visitantes.

## Camino a Timbu

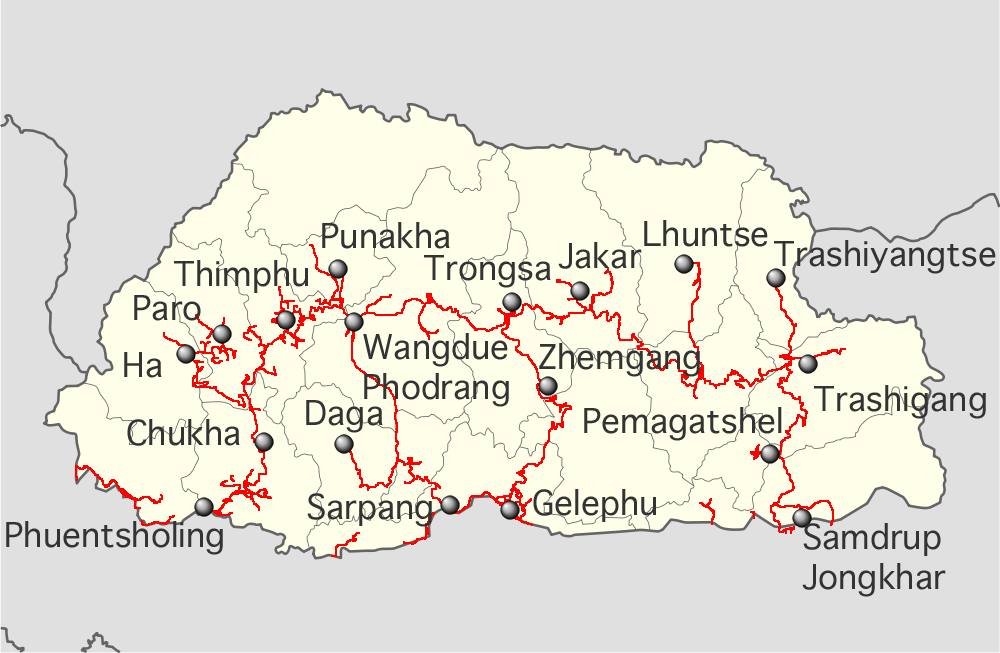

Desde casi cualquier punto de la ciudad, se puede ver el camino a Timbu serpenteando por la ladera, y por la noche que es fácil ver los faros de los vehículos que se dirigían hacia distantes de la capital. Frente a la gran PSA terreno es la carretera que une resto de ciudades de Bután.
El Lateral Road, la carretera principal de Bután, comienza en Phuntsholing y termina algunos 557 kilómetros (346 millas) al Trashigang en el este.

## Historia
El 6 de abril de 1964, el primer ministro reformista  Jigme Palden Dorji fue asesinado en Phuntsholing por cuadros monárquicos mientras el rey, su cuñado, Jigme Dorji Wangchuck, yacía enfermo en Suiza. La familia Dorji fue posteriormente puesta bajo estrecha vigilancia.